# Sigmund Friedl
Sigmund Friedl (* 11. Januar 1851 in Leibnik, Mähren; † 7. April 1914 in Wien) war ein  österreichischer Philatelist, der gegen Ende seines Lebens sein Wissen zur Herstellung von Briefmarkenfälschungen zum Schaden der Sammler nutzte.

## Leben
Sigmund Friedl begann sich bereits im Alter von dreizehn Jahren für Briefmarken zu interessieren. Bereits zwei Jahre später begann er mit ihnen zu handeln. Im Jahre 1872 eröffnete er ein eigenes Briefmarkengeschäft in Wien. Er etablierte sich bald als Briefmarkenexperte und begann als Prüfer zu arbeiten. Mit seinem Geschäft hatte er großen Erfolg. So verkaufte er beispielsweise das Unikat der Tre Skilling Banco für 4000 Gulden im Jahre 1894 an den berühmten Sammler Philipp von Ferrary. Auch gelang es ihm durch Beziehungen zur Post, zahlreiche Restposten an Postwertzeichen billig zu erwerben und weiter zu verkaufen.

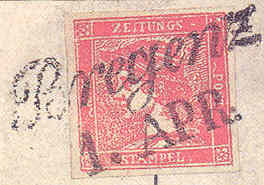
Friedl-Fälschung des Zinnoberroten Merkurs

Zur selben Zeit schrieb er die ersten österreichischen Briefmarkenkataloge und entwickelte die damaligen Briefmarkenalben weiter. Sigmund Friedl richtete schließlich ein eigenes Briefmarkenmuseum in seiner Villa in Unterdöbling ein. In den Jahren 1881 und 1890 organisierte er die ersten großen österreichischen Briefmarkenausstellungen, die auch international große Beachtung fanden.
Unter österreichischen Philatelisten ist Sigmund Friedl vor allem wegen seiner Friedl-Zähnungen und der unrühmlicheren Friedl-Fälschungen bekannt. Bei den Friedl-Zähnungen handelte es sich um eine private Zähnung österreichischer Freimarken, die von der Post geduldet wurde. Die Friedl-Zähnungen wurden stets in anderen Zähnungsgraden ausgeführt als die jeweilige Originalzähnung der Post der Freimarkenserie. Bei den Fälschungen handelte es sich vor allem um Fälschungen der Merkure aus dem Jahre 1851, die mit betrügerischer Absicht an Sammler verkauft wurden. Diese mussten teilweise nach Aufdeckung des Betruges wieder von Sigmund Friedl zurückgekauft werden.
Friedl war Träger des Offizierskreuzes, des Takovo-Ordens, des königlich-serbischen Ordens vom Roten Kreuz. Außerdem war er Ehrenbürger von Unterach.
Friedl war verheiratet mit Emilie, geborene Siegel. Er hatte zum Zeitpunkt seines Todes vier Kinder und eine Enkelin. Auf seinen Wunsch wurde er nach seinem Tod zur Feuerbestattung in das Krematorium Dresden überführt.
Sein Sommerfrische-Domizil in Burgbachau am Attersee (Gemeinde Sankt Gilgen), die Villa Friedl, wurde ihm von Philipp von Ferrary, der ihm freundschaftlich verbunden war, geschenkt. Das Haus ist bis heute eine der besterhaltenen Historismus-Villen der Atterseeregion.